# Octeville-l’Avenel
Octeville-l’Avenel – miejscowość i gmina we Francji, w regionie Normandia, w departamencie Manche.
Według danych na rok 1990 gminę zamieszkiwało 176 osób, a gęstość zaludnienia wynosiła 26 osób/km² (wśród 1815 gmin Dolnej Normandii Octeville-l’Avenel plasuje się na 710. miejscu pod względem liczby ludności, natomiast pod względem powierzchni na miejscu 736.).